# 강반석
강반석(康盤石, 1892년 5월 7일 ~ 1932년 7월 31일)은 김일성의 어머니로, 일제강점기의 사회운동가이다.
강반석의 행적은 조선민주주의인민공화국에 의해 미화되어 실제 내용은 확인하기 어렵다. 남편 김형직의 조선국민회 운동을 도왔으며 여성 항일단체를 조직하여 활동하였다고 전해진다. 그녀의 아버지는 강돈욱이다.

## 생애
평안남도 대동군 룡산면 하리 칠골(오늘의 평양시 만경대구역 칠골1동)에서 교육자며 목회자인 강돈욱과 위돈신의 차녀로 태어났다. 기독교 가정에서 칠골교회를 다니면서 자랐으나, 여자를 학교에 보내지 않는 시대적 분위기 때문에 교육은 받지 못하였다. 1908년 이웃 마을의 김형직과 결혼하여 만경대로 시집왔다. 한편 남편 김형직이 처가인 강씨 일가와 원만하지 못하여 친정을 떠나 살기도 했다.
그는 독립운동에 가담한 김형직의 활동을 도왔다. 특히 집에 찾아오는 독립운동자들의 뒷바라지를 하였다. 1917년 3월부터 남편이 활동하는 봉화리에 자리를 옮겨 그의 혁명활동을 내조하였다. <조선국민회>가 결성되어 활동할 시기에는 집에는 전보다 많은 손님들이 들끓었다. 비밀모임을 할 때에는 밖에서 망을 보는 일로 한 역할을 하기도 했다. 1919년에는 남편의 혁명활동 근거지가 중강, 림강, 8도구, 무송으로 옮겼기 때문에 그리로 가서 활동하였다. 때로는 통신 쪽지를 전달하는 연락 일도 했다. 오빠 강진석 선생의 무기를 옮겨주는 일, 여성들을 반일사상으로 교양시키는 일도 했다. 김형직 선생이 1924년 12월 또다시 일제경찰에 체포되었을 때 독한 술과 명태를 구해 황씨에게 주어 탈출을 기도하게 하였고, 1926년 6월 5일 남편이 순직하게 되자 맏아들을 중학교까지 공부시키라고 남긴 유언을 받들어 학비마련에 길림 육문중학교에 입학시키느라고 모진 고생도 하였다.
1919년 남편인 김형직이 조국광복회 사건에 연루되자, 일본 경찰을 피해 만주로 피신했다. 아들인 김일성이 등사기로 발행한 신문 《새날》을 배포하여 항일의식을 부추겼다는 일화가 있으며, 일제의 식민지통치를 반대하여 반일부녀회(현 조선민주여성동맹의 전신)를 결성하기도 했다.
1926년 12월 26일 그는 아들 김일성의 일을 돕느라고 무송에서 반일부녀회를 조직하고 회장으로 사업했다. 이것이 첫 주체 형의 혁명적 여성대중조직으로 기록되었다. 즉 새로운 여성공산주의 조직이었다. 당시 무송지역의 농촌마을을 다니며 여성들들 조직화하여 지도하며 여성혁명역랑을 확대하는데 공헌했다.
그는 그 후 조직의 요구에 의하여 안도로 자리를 옮겨 그곳에서도 여성조직을 확대해 나갔다. 김일성의 <새날소년동맹>과 <반제청년동맹> 사업을 방조하면서 김일성이 창간한 신문 《새날》을 무송과 주변지역에 배달하는 일까지 도왔다. 무기 운반과 비밀 연락들을 돕는 일에도 참여했다. 1931년 12월 <명월구회의>를 마치고 <흥륭촌>에 돌아온 후 김일성 주석이 안도경찰에 체포되었을 때 부녀회원들을 발동하여 주석의 석방을 돕는데 헌신적으로 활약했다.
강반석은 반일인민유격대가 창건되었을 때에는 부녀회원들을 움직여 인민유격대원들의 옷을 만드는 일도 했다. 그때 먼 길을 떠날 아들에게 한푼 두 푼 번 돈 20원을 김일성에게 주며 혁명하는 사업에 쓰라고 하였다. 김일성은 그 돈을 갖고 다니다가 1936년 <마안산>에서 헐벗고 있는 아동단원들을 위해 몽땅 헌금했다. 아픈 몸 땜에 어머니 곁을 떠나지 못하는 상황이 되자 강반석 여사는 어서 떠나라고 강요한다. 그리고 그의 동생 김철주도 혁명의 길에 떠밀어 내 보낸다. 이것이 마지막 순간이 되었다.

## 사망
1932년 7월 31일에 41세의 나이로 사망하였다. 그녀는 언제나 손에서 일감을 놓지 않았다고 한다. 자녀는 김일성, 김철주, 김영주의 삼형제가 있다. 조선민주주의인민공화국에서는 조선의 어머니로 추앙을 받아 1960년대의 조선민주여성동맹의 주도로 강반석 여사 따라배우기 운동을 실시했고, 그녀의 동상도 세워졌다. 강반석 혁명유자녀 학원을 비롯하여, 학교와 탁아소 중에도 강반석의 이름이 붙은 곳이 많다.
강반석의 유골은 만주에서 1947년 6월 2일 평양 만경대로 이장되었다.

## 가족
|                           |                           |                           |                           |                           |                           |  |  |                           |                           |                           |                           | 김형직 金亨稷 1894 - 1926 | 김형직 金亨稷 1894 - 1926 | 김형직 金亨稷 1894 - 1926 | 김형직 金亨稷 1894 - 1926 | 김형직 金亨稷 1894 - 1926 | 김형직 金亨稷 1894 - 1926 |                      |                      |                      |                      |  |  |                           |                           |                           |                           |                           |                           |  |  |                      |                      |                      |                      | 강반석 康盤石 1892 - 1932 | 강반석 康盤石 1892 - 1932 | 강반석 康盤石 1892 - 1932 | 강반석 康盤石 1892 - 1932 | 강반석 康盤石 1892 - 1932 | 강반석 康盤石 1892 - 1932 |                      |                      |                      |                      |  |  |                           |                           |                           |                           |                           |                           |  |  |                  |                  |                  |                  |                         |                         |                         |                         |                         |                         |
|                           |                           |                           |                           |                           |                           |  |  |                           |                           |                           |                           | 김형직 金亨稷 1894 - 1926 | 김형직 金亨稷 1894 - 1926 | 김형직 金亨稷 1894 - 1926 | 김형직 金亨稷 1894 - 1926 | 김형직 金亨稷 1894 - 1926 | 김형직 金亨稷 1894 - 1926 |                      |                      |                      |                      |  |  |                           |                           |                           |                           |                           |                           |  |  |                      |                      |                      |                      | 강반석 康盤石 1892 - 1932 | 강반석 康盤石 1892 - 1932 | 강반석 康盤石 1892 - 1932 | 강반석 康盤石 1892 - 1932 | 강반석 康盤石 1892 - 1932 | 강반석 康盤石 1892 - 1932 |                      |                      |                      |                      |  |  |                           |                           |                           |                           |                           |                           |  |  |                  |                  |                  |                  |                         |                         |                         |                         |                         |                         |
|                           |                           |                           |                           |                           |                           |  |  |                           |                           |                           |                           |                           |                           |                           |                           |                           |                           |                      |                      |                      |                      |  |  |                           |                           |                           |                           |                           |                           |  |  |                      |                      |                      |                      |                           |                           |                           |                           |                           |                           |                      |                      |                      |                      |  |  |                           |                           |                           |                           |                           |                           |  |  |                  |                  |                  |                  |                         |                         |                         |                         |                         |                         |
|                           |                           |                           |                           |                           |                           |  |  |                           |                           |                           |                           |                           |                           |                           |                           |                           |                           |                      |                      |                      |                      |  |  |                           |                           |                           |                           |                           |                           |  |  |                      |                      |                      |                      |                           |                           |                           |                           |                           |                           |                      |                      |                      |                      |  |  |                           |                           |                           |                           |                           |                           |  |  |                  |                  |                  |                  |                         |                         |                         |                         |                         |                         |
|                           |                           |                           |                           |                           |                           |  |  |                           |                           |                           |                           | 김정숙 金正淑 1917 - 1949 | 김정숙 金正淑 1917 - 1949 | 김정숙 金正淑 1917 - 1949 | 김정숙 金正淑 1917 - 1949 | 김정숙 金正淑 1917 - 1949 | 김정숙 金正淑 1917 - 1949 |                      |                      |                      |                      |  |  | 김일성 金日成 1912 - 1994 | 김일성 金日成 1912 - 1994 | 김일성 金日成 1912 - 1994 | 김일성 金日成 1912 - 1994 | 김일성 金日成 1912 - 1994 | 김일성 金日成 1912 - 1994 |  |  |                      |                      |                      |                      | 김성애 金聖愛 1924 - 2014 | 김성애 金聖愛 1924 - 2014 | 김성애 金聖愛 1924 - 2014 | 김성애 金聖愛 1924 - 2014 | 김성애 金聖愛 1924 - 2014 | 김성애 金聖愛 1924 - 2014 |                      |                      |                      |                      |  |  |                           |                           |                           |                           |                           |                           |  |  |                  |                  |                  |                  | 제갈순복 諸葛순복 ? - ? | 제갈순복 諸葛순복 ? - ? | 제갈순복 諸葛순복 ? - ? | 제갈순복 諸葛순복 ? - ? | 제갈순복 諸葛순복 ? - ? | 제갈순복 諸葛순복 ? - ? |
|                           |                           |                           |                           |                           |                           |  |  |                           |                           |                           |                           | 김정숙 金正淑 1917 - 1949 | 김정숙 金正淑 1917 - 1949 | 김정숙 金正淑 1917 - 1949 | 김정숙 金正淑 1917 - 1949 | 김정숙 金正淑 1917 - 1949 | 김정숙 金正淑 1917 - 1949 |                      |                      |                      |                      |  |  | 김일성 金日成 1912 - 1994 | 김일성 金日成 1912 - 1994 | 김일성 金日成 1912 - 1994 | 김일성 金日成 1912 - 1994 | 김일성 金日成 1912 - 1994 | 김일성 金日成 1912 - 1994 |  |  |                      |                      |                      |                      | 김성애 金聖愛 1924 - 2014 | 김성애 金聖愛 1924 - 2014 | 김성애 金聖愛 1924 - 2014 | 김성애 金聖愛 1924 - 2014 | 김성애 金聖愛 1924 - 2014 | 김성애 金聖愛 1924 - 2014 |                      |                      |                      |                      |  |  |                           |                           |                           |                           |                           |                           |  |  |                  |                  |                  |                  | 제갈순복 諸葛순복 ? - ? | 제갈순복 諸葛순복 ? - ? | 제갈순복 諸葛순복 ? - ? | 제갈순복 諸葛순복 ? - ? | 제갈순복 諸葛순복 ? - ? | 제갈순복 諸葛순복 ? - ? |
|                           |                           |                           |                           |                           |                           |  |  |                           |                           |                           |                           |                           |                           |                           |                           |                           |                           |                      |                      |                      |                      |  |  |                           |                           |                           |                           |                           |                           |  |  |                      |                      |                      |                      |                           |                           |                           |                           |                           |                           |                      |                      |                      |                      |  |  |                           |                           |                           |                           |                           |                           |  |  |                  |                  |                  |                  |                         |                         |                         |                         |                         |                         |
|                           |                           |                           |                           |                           |                           |  |  |                           |                           |                           |                           |                           |                           |                           |                           |                           |                           |                      |                      |                      |                      |  |  |                           |                           |                           |                           |                           |                           |  |  |                      |                      |                      |                      |                           |                           |                           |                           |                           |                           |                      |                      |                      |                      |  |  |                           |                           |                           |                           |                           |                           |  |  |                  |                  |                  |                  |                         |                         |                         |                         |                         |                         |
| 김정일 金正日 1941 - 2011 | 김정일 金正日 1941 - 2011 | 김정일 金正日 1941 - 2011 | 김정일 金正日 1941 - 2011 | 김정일 金正日 1941 - 2011 | 김정일 金正日 1941 - 2011 |  |  | 김만일 金萬日 1944 - 1947 | 김만일 金萬日 1944 - 1947 | 김만일 金萬日 1944 - 1947 | 김만일 金萬日 1944 - 1947 | 김만일 金萬日 1944 - 1947 | 김만일 金萬日 1944 - 1947 |                           |                           | 김경희 金敬姬 1946 -      | 김경희 金敬姬 1946 -      | 김경희 金敬姬 1946 - | 김경희 金敬姬 1946 - | 김경희 金敬姬 1946 - | 김경희 金敬姬 1946 - |  |  | 김경숙 金敬淑 1951 -      | 김경숙 金敬淑 1951 -      | 김경숙 金敬淑 1951 -      | 김경숙 金敬淑 1951 -      | 김경숙 金敬淑 1951 -      | 김경숙 金敬淑 1951 -      |  |  | 김경진 金經進 1952 - | 김경진 金經進 1952 - | 김경진 金經進 1952 - | 김경진 金經進 1952 - | 김경진 金經進 1952 -      | 김경진 金經進 1952 -      |                           |                           | 김평일 金平日 1954 -      | 김평일 金平日 1954 -      | 김평일 金平日 1954 - | 김평일 金平日 1954 - | 김평일 金平日 1954 - | 김평일 金平日 1954 - |  |  | 김영일 金英日 1955 - 2000 | 김영일 金英日 1955 - 2000 | 김영일 金英日 1955 - 2000 | 김영일 金英日 1955 - 2000 | 김영일 金英日 1955 - 2000 | 김영일 金英日 1955 - 2000 |  |  | 김현 金現 1971 - | 김현 金現 1971 - | 김현 金現 1971 - | 김현 金現 1971 - | 김현 金現 1971 -        | 김현 金現 1971 -        |                         |                         |                         |                         |

- 시아버지 : 김보현 (1871년 10월 3일 ~ 1955년 9월 2일)
- 시어머니 : 이보익 (1876년 5월 31일 ~ 1959년 10월 18일)
- 남편 : 김형직 (1894년 7월 10일 ~ 1926년 6월 5일)
- 아들 : 김일성1912~1994
- 아들 : 김철주1916~1935
- 아들 : 김영주

### 친정
- 할아버지 : 강병수
- 아버지 : 강돈욱, 장로교 목사
- 어머니 : 위돈신
- 오빠 : 강진석, 장로교 목사
- 동생：강룡석
- 재종조부：강병찬
- 재종숙 : 강량욱
- 삼종제 : 강영섭

## 참고 문헌
- 김일성 회고록 《세기와 더불어》[쪽 번호 필요]